# Associazione Calcio Udinese 1930-1931
Questa pagina raccoglie i dati riguardanti l'Associazione Calcio Udinese nelle competizioni ufficiali della stagione 1930-1931.

## Stagione
Nella stagione 1930-1931 l'Udinese allenata dall'ungherese Imre Payer ha disputato la Serie B da neopromossa. Si è piazzata al 15º posto con 25 punti alla pari con la Lucchese e, dato che la 16ª classificata doveva retrocedere con Liguria e Derthona, si è reso necessario disputare uno spareggio, giocato sul campo neutro di Bologna contro i rossoneri toscani. Lo spareggio ha decretato la salvezza dei bianconeri friulani, è stato vinto (7-0) ma, a dispetto del largo margine è stato equilibrato, perché ben 6 reti son giunte negli ultimi 20 minuti.

## Rosa
| N. |                   | Ruolo | Calciatore             |
| -- | ----------------- | ----- | ---------------------- |
|    | Italia (bandiera) | A     | Mario Agosti           |
|    | Italia (bandiera) | A     | Mario Bartesaghi       |
|    | Italia (bandiera) | D     | Gino Bellotto          |
|    | Italia (bandiera) | A     | Carlo Bonino (I)       |
|    | Italia (bandiera) | P     | Emilio Calligaris      |
|    | Italia (bandiera) | P     | Antonio Coppat         |
|    | Italia (bandiera) | A     | Walter D'Odorico       |
|    | Italia (bandiera) | D     | Ferdinando Dal Pont    |
|    | Italia (bandiera) | D     | Giovanni Felini        |
|    | Italia (bandiera) | A     | Armando Fornarola      |
|    | Italia (bandiera) | P     | Guglielmo Francescutti |
|    | Italia (bandiera) | A     | Annibale Frossi        |
|    | Italia (bandiera) | C     | Giovanni Gori          |

| N. |                   | Ruolo | Calciatore            |
| -- | ----------------- | ----- | --------------------- |
|    | Italia (bandiera) | P     | Valdemaro Lipizer III |
|    | Italia (bandiera) | D     | Gino Magrini          |
|    | Italia (bandiera) | C     | Carlo Melchior        |
|    | Italia (bandiera) | A     | Mario Micheloni       |
|    | Italia (bandiera) | D     | Minetto               |
|    | Italia (bandiera) | A     | Vittorio Modotti      |
|    | Italia (bandiera) | D     | Plinio Palmano        |
|    | Italia (bandiera) | D     | Ugo Schiffo           |
|    | Italia (bandiera) | C     | Silvio Semintendi     |
|    | Italia (bandiera) | C     | Sisto Tavano          |
|    | Italia (bandiera) | A     | Antonino Valente      |
|    | Italia (bandiera) | A     | Pietro Vittorio       |
|    | Italia (bandiera) | C     | Stelio Zilli          |

## Risultati

### Campionato

#### Girone di andata
| Arbitro: | Beretta (Novi Ligure) |

|                                  |           |                        |
| Modotti 4’ Agosti 78’ Frossi 85’ | Marcatori | 50’ Sanero 58’ Panzeri |

| Arbitro: | Brunelli (Bologna) |

|                |           |             |
| Bartesaghi 47’ | Marcatori | 80’ Perucco |

| Arbitro: | Corradini (Bologna) |

|                             |           |  |
| Bartesaghi 13’ Frossi 90+2’ | Marcatori |  |

| Arbitro: | Mazzarini (Roma) |

|                                    |           |  |
| Puccinelli 25’ Fazzi 62’ Lippi 80’ | Marcatori |  |

| Arbitro: | Gonani (Ravenna) |

|                                            |           |               |
| Prendato 4’, 88’ Bedendo 33’ Perazzolo 34’ | Marcatori | 49’ D'Odorico |

| Arbitro: | Sassi (Roma) |

|                                                        |           |                          |
| Civinini 12’ Gambino 43’ Barni 51’ (rig.) Niccolai 70’ | Marcatori | 2’ D'Odorico 85’ Modotti |

| Arbitro: | Fedon (Gorizia) |

|                            |           |                                |
| Bartesaghi 55’ (rig.), 62’ | Marcatori | 46’ P. Taverna 66’ (rig.) Gola |

| Arbitro: | Omodei Zorini (Novara) |

|             |           |            |
| Molinis 69’ | Marcatori | 36’ Frossi |

| Arbitro: | Dalle Mole (Vicenza) |

|            |           |                       |
| Bonino 33’ | Marcatori | 15’ Girino 67’ Zunino |

| Arbitro: | Mastellari (Bologna) |

|                                  |           |            |
| Benatti 66’ Scher 85’ Sbrana 90’ | Marcatori | 15’ Frossi |

| Arbitro: | Giulini (Lodi) |

|                      |           |                        |
| Agosti 39’ Zilli 86’ | Marcatori | 11’ Alice 73’ Scategni |

| Arbitro: | Turbiani (Ferrara) |

|            |           |                |
| Agosti 21’ | Marcatori | 32’ Camisaschi |

| Arbitro: | Bruna (Venezia) |

|                             |           |                                     |
| Moretti 20’ Serdoz 41’, 80’ | Marcatori | 57’ Fornarola 72’ (rig.) Bartesaghi |

| Arbitro: | Casartelli (Milano) |

|                                                       |           |                 |
| Fossati 31’ Alessandri 82’ Montaldo 86’ Narizzano 88’ | Marcatori | 12’, 35’ Agosti |

| Arbitro: | Dall'Era (Brescia) |

|                         |           |                          |
| Fornarola 28’, 79’, 82’ | Marcatori | 52’ Mistrali 71’ Vaccari |

| Arbitro: | Ciamberlini (Genova) |

|                           |           |               |
| Nigiotti 25’ Barbieri 80’ | Marcatori | 10’ D'Odorico |

| Arbitro: | Caironi (Milano) |

|               |           |                                             |
| Fornarola 30’ | Marcatori | 59’ Biagini 66’ Patuzzi 88’ (rig.) Bonesini |

#### Girone di ritorno
| Arbitro: | R. Barlassina (Novara) |

|                                            |           |                                   |
| Paniati 22’ (rig.) Sanero 53’ Barisone 69’ | Marcatori | 30’ Vittorio 65’ Tavano 80’ Zilli |

| Arbitro: | Brighenti (Trento) |

|                                                                       |           |                   |
| A. Galli 5’ Cassano 6’ Checco 60’ (rig.) Rizzotti 64’ Ravetta 69’ 87’ | Marcatori | 7’, 45’ D'Odorico |

| Arbitro: | Marchi (Bologna) |

|               |           |               |
| Giuge 22’ 66’ | Marcatori | 59’ D'Odorico |

| Arbitro: | Salvagno (Trieste) |

|                                                                    |           |                   |
| D'Odorico 37’, 49’, 84’ Fornarola 41’ Frossi 45’, 90’ Vittorio 57’ | Marcatori | 43’ (aut.) Bonino |

| Arbitro: | Corradini (Bologna) |

|                                          |           |                                               |
| Vittorio 9’, 44’ D'Odorico 42’, 67’, 70’ | Marcatori | 18’ Callegari 45’, 85’ Prendato 74’ F. Busini |

| Arbitro: | Giulini (Lodi) |

|            |           |             |
| Frossi 55’ | Marcatori | 5’ Civinini |

| Arbitro: | Romano (Castellammare) |

|                               |           |                             |
| Piccinini 21’ Gola 47’ (rig.) | Marcatori | 23’ D'Odorico 46’ Fornarola |

| Arbitro: | Dorigo (Vicenza) |

|                                                     |           |             |
| Bellotto 3’ Vittorio 6’ D'Odorico 58’ Fornarola 81’ | Marcatori | 48’ Rigotti |

| Arbitro: | Mazzarini (Roma) |

|                       |           |  |
| Girino 12’ Savani 75’ | Marcatori |  |

| Arbitro: | Corradini (Bologna) |

|                                        |           |             |
| Vittorio 24’ Frossi 30’ Semintendi 81’ | Marcatori | 57’ Benatti |

| Arbitro: | U. Gama (Milano) |

|              |           |                            |
| Vittorio 15’ | Marcatori | 5’ Baldinotti 60’ Galluzzi |

| Arbitro: | Gonani (Ravenna) |

|                                                                    |           |  |
| Bottaro 26’, 34’ Scategni 30’, 56’, 81’ D. Gay 82’ Migliavacca 84’ | Marcatori |  |

| Arbitro: | Giorgi (Milano) |

|                                                            |           |            |
| Dalle Vedove 47’ (rig.), 63’ (ri.) Dossena 53’ Trovati 55’ | Marcatori | 49’ Tavano |

| Arbitro: | Montà (Torino) |

|             |           |               |
| Valente 39’ | Marcatori | 20’ Narizzano |

| Parma 14 giugno 1931 32ª giornata | Parma          | 0 – 0 referto | Udinese | Stadio Ennio Tardini\| Arbitro: \| Lerni (Torino) \| |
| Arbitro:                          | Lerni (Torino) |               |         |                                                      |

| Arbitro: | Mastellari (Bologna) |

|  |           |            |
|  | Marcatori | 73’ Radice |

| Arbitro: | Scorzoni (Bologna) |

|              |           |                     |
| Bernardi 50’ | Marcatori | 77’ (rig.) Bellotto |

#### Spareggio
| Arbitro: | Gonani (Ravenna) |

|                                                                            |           |  |
| Vittorio 20’, 78’ Micheloni 71’, 86’ Bartesaghi 81’ (rig.) Frossi 83’, 85’ | Marcatori |  |